# Кобилаш Сергій Іванович
Сергій Іванович Кобила́ш (нар. 1 квітня 1965, Одеса, УРСР) — російський воєначальник, воєнний злочинець. Командувач дальньою авіацією Росії з 16 вересня 2016 року. Генерал-лейтенант, герой РФ, учасник Першої та Другої чеченських воєн, російсько-грузинської війни, війни у Сирії та російського вторгнення в Україну.
Начальник 4-го Державного центру підготовки авіаційного персоналу та військових випробувань міністерства оборони РФ (Липецького авіацентру, 12 серпня 2015 — 29 вересня 2016). Начальник авіації військово-повітряних сил Росії (2012—2015).
Під час вторгнення Росії в Україну під його керівництвом здійснено килимове бомбардування важкими бомбардувальниками Маріуполя, що призвело до значних руйнувань цивільної інфраструктури та жертв серед мирного населення.

## Біографія
Народився 1 квітня 1965 року в Одесі. У 1987 році закінчив Єйське вище військове авіаційне училище льотчиків ім. Комарова, далі служив льотчиком, старшти льотчиком, командиром ланки, заступником командира ескадрильї, командиром ескадрильї, заступником командира полку, командиром полку розряду.
1994 року закінчив Військово-повітряну академію ім. Гагаріна. Брав участь у бойових діях на території Чечні, виконав кілька десятків бойових вильотів.
У серпні 2008 року брав участь у Російсько-грузинській війні як командир 368-го штурмового авіаполку, дислокованого в Будьоннівську . Під час однієї з атак грузинської військової колони на південь від Цхінвалі до лівого двигуна його Су-25 СМ потрапила ракета з переносного зенітно-ракетного комплексу, літак упав і вибухнув у безлюдній гірській ущелині, а льотчик зумів катапультуватися і приземлився у грузинському анклаві. Через деякий час його евакуювала на вертольоті російська пошуково-рятувальна група .
Після закінчення російсько-грузинської війни продовжив службу у ВПС. Служив на посадах начальника відділу оперативно-тактичної та армійської авіації Головного командування ВПС, заступника начальника авіації ВПС.
У 2012 році полковник Кобилаш закінчив Військову академію ГШ ЗС РФ. 13 листопада 2013 призначений на посаду начальника авіації військово-повітряних сил.
13 червня 2014 року присвоєно військове звання «генерал-майор».
12 серпня 2015 року призначений начальником 4-го державного центру підготовки авіаційного персоналу та військових випробувань МО РФ (Липецького авіацентру).
16 вересня 2016 року призначений командувачем дальньої авіації.

## Воєнні злочини

### Сирія
За даними ГУР МО України, як командувач дальної авіації Росії, мав безпосередній стосунок до проведення інтервенції російських сил у Сирію, коли завдавалися ракетно-бомбові удари, що призвели до масової загибелі місцевого населення. Це було кваліфіковано міжнародною спільнотою як воєнний злочин.

### Грузія
У серпні 2008 року під час війни РФ проти Грузії як командир 368-го штурмового авіаційного полку керував діями підлеглих і особисто як пілот штурмовика бомбардував грузинські міста. За участь у вбивстві мирного населення був відзначений Путіним званням «героя Росії». У ході 1-ої та 2-ї Чеченських війн брав активну участь у невиборчих бомбардуваннях території Чечні, у тому числі з використанням заборонених касетних та вакуумних бомб.

### Україна
Під час вторгнення Росії в Україну під його керівництвом здійснено килимове бомбардування важкими бомбардувальниками Маріуполя, що призвело до значних руйнувань інфраструктури та жертв серед населення. Відповідальний за масовані удари крилатими ракетами по українських містах та об'єктах інфраструктури.
У квітні 2022 року віддав накав про обстріл Одеси, міста, де сам народився. Тоді 8 людей загинули, 11 були поранені, серед жертв була тримісячна дитина і вагітна жінка. У липні 2024 року Кобилашу було виписано підозру за порушення законів та звичаїв війни, поєднані з умисним вбивством. Йому загрожує довічне позбавлення волі.
3 січня 2023 року слідчі СБУ зібрали доказову базу на Кобилаша й колишнього командувача Чорноморського флоту РФ адмірала Ігоря Осипова, відповідальних за обстріли цивільних об'єктів України. Їм обом оголошено про підозри за двома статтями Кримінального кодексу України:
- ч. 2 ст. 437 (планування, підготовка, розв'язування та ведення агресивної війни);
- ч. 3 ст. 110 (посягання на територіальну цілісність і недоторканність України).

5 березня 2024 року Міжнародний кримінальний суд видав ордери на арешт Кобилаша та командувача Чорноморського флоту РФ Віктора Соколова.

## Особиста інформація
Має кваліфікацію «льотчик-снайпер» та почесне звання «заслужений військовий льотчик Російської Федерації». Загальний наліт — понад 1600 годин. Освоїв такі типи авіаційної техніки: Л-29, Су-7, Су-17 та його модифікації, Су-25, Су-30СМ, Су-34, Ан-26.
- Дружина — Кобилаш Юлія Петрівна, 31.07.1971 р.н. Військовослужбовець ЗС РФ.[11]
- Донька — Кобилаш (Ровстворова) Катерина Сергіївна 06.10.1992 р.н. одружена

## Звання
- Генерал-майор (13 червня 2014)[1]
- Генерал-лейтенант (22 лютого 2017)[1]

## Нагороди
- Герой РФ (5 вересня 2008 року, медаль № 931)[12][13][14]
- орден Мужності
- орден «За військові заслуги»
- орден «Уацамонга» (Південна Осетія)[15]
- медаль «За відвагу»[16]
- ювілейна медаль «70 років Збройних Сил СРСР»
- медаль «За військову доблесть» І ступеня
- багато відомчих та громадських нагород Російської Федерації
- медаль «Воїну-інтернаціоналісту від вдячного афганського народу» (Афганістан)
- почесне звання «Заслужений військовий льотчик Російської Федерації» (2018)
- класна кваліфікація «Військовий льотчик-снайпер»